# Liste der Naturschutzgebiete im Landkreis Märkisch-Oderland
Im Brandenburger Landkreis Märkisch-Oderland gibt es 42 Naturschutzgebiete (Stand Februar 2017).
| Name des Gebietes                                       | Bild            | Kennung                | WDPA      | Landkreis / Stadt                                   | Beschreibung / Bemerkungen | Standort | Fläche in Hektar | Datum der Verordnung |
| ------------------------------------------------------- | --------------- | ---------------------- | --------- | --------------------------------------------------- | -------------------------- | -------- | ---------------- | -------------------- |
| Trockenrasen Wriezen und Biesdorfer Kehlen              | weitere Bilder  | 1094                   | 162410    | Landkreis Märkisch-Oderland                         |                            | Position | 64,79            | 16.05.1990           |
| Trockenrasen Wriezen und Biesdorfer Kehlen              |                 | bravors.brandenburg.de | 555518728 | Landkreis Märkisch-Oderland                         |                            | Position | 140              | 17.11.2016           |
| Blumenthal                                              | weitere Bilder  | 1102                   | 162467    | Landkreis Märkisch-Oderland                         |                            | Position | 135,29           | 01.05.1984           |
| Booßener Teichgebiet                                    |                 | 1602                   | 389578    | Landkreis Märkisch-Oderland, Stadt Frankfurt (Oder) |                            | Position | 103,92           | 21.03.2000           |
| Erpetal                                                 | weitere Bilder  | 1531                   | 318372    | Landkreis Märkisch-Oderland                         |                            | Position | 183,61           | 26.06.2003           |
| Fredersdorfer Mühlenfließ, Langes Luch und Breites Luch | weitere Bilder  | 1530                   | 344585    | Landkreis Märkisch-Oderland                         |                            | Position | 840,43           | 16.11.2004           |
| Gartzsee                                                | weitere Bilder  | 1129                   | 163200    | Landkreis Märkisch-Oderland                         |                            | Position | 35,19            | 01.10.1990           |
| Gumnitz und Großer Schlagenthinsee                      | weitere Bilder  | 1135                   | 163411    | Landkreis Märkisch-Oderland                         |                            | Position | 231,59           | 01.10.1990           |
| Gusower Niederheide                                     |                 | 1605                   | 389598    | Landkreis Märkisch-Oderland                         |                            | Position | 76,75            | 29.03.2008           |
| Heidekrug                                               |                 | 1103                   | 318518    | Landkreis Märkisch-Oderland                         |                            | Position | 31,45            | 01.05.1961           |
| Herrensee, Lange-Damm-Wiesen und Barnim-Hänge           | weitere Bilder  | 1528                   | 389601    | Landkreis Märkisch-Oderland                         |                            | Position | 1081,88          | 01.10.2005           |
| Hutelandschaft Altranft-Sonnenburg                      | weitere Bilder  | 1162                   | 318581    | Landkreis Märkisch-Oderland                         |                            | Position | 561,08           | 31.07.2001           |
| Kanonen- und Schloßberg, Schäfergrund                   |                 | 1079                   | 164017    | Landkreis Barnim, Landkreis Märkisch-Oderland       |                            | Position | 90,49            | 01.10.1990           |
| Klobichsee                                              |                 | 1127                   | 164146    | Landkreis Märkisch-Oderland                         |                            | Position | 558,93           | 01.10.1990           |
| Lange Dammwiesen und Unteres Annatal                    | weitere Bilder  | 1134                   | 164339    | Landkreis Märkisch-Oderland                         |                            | Position | 1,26             | 16.05.1990           |
| Langer Grund-Kohlberg                                   |                 | 1606                   | 344594    | Landkreis Märkisch-Oderland                         |                            | Position | 142,19           | 01.07.2006           |
| Langes Elsenfließ und Wegendorfer Mühlenfließ           |                 | 1533                   | 318710    | Landkreis Märkisch-Oderland                         |                            | Position | 204,9            | 26.06.2003           |
| Leuenberger Soll                                        | weitere Bilder  | 1096                   | 164442    | Landkreis Märkisch-Oderland                         |                            | Position | 9,27             | 01.06.1950           |
| Lietzener Mühlental                                     | weitere Bilder  | 1507                   | 164457    | Landkreis Märkisch-Oderland                         |                            | Position | 143,13           | 02.11.1993           |
| Marxdorfer Moor                                         |                 | 1150                   | 164576    | Landkreis Märkisch-Oderland                         |                            | Position | 20,91            | 10.10.1981           |
| Matheswall, Schmielen- und Gabelsee                     |                 | bravors.brandenburg.de | 555558902 | Landkreis Märkisch-Oderland                         |                            | Position | 189              | 07.10.2014           |
| Neuenhagener Mühlenfließ                                |                 | 1532                   | 318847    | Landkreis Märkisch-Oderland                         |                            | Position | 120,74           | 26.06.2003           |
| Niederoderbruch                                         |                 | 1076                   | 164811    | Landkreis Barnim, Landkreis Märkisch-Oderland       |                            | Position | 863,17           | 01.10.1990           |
| Nonnenfließ–Schwärzetal                                 | weitere Bilder  | 1164                   | 318859    | Landkreis Barnim, Landkreis Märkisch-Oderland       |                            | Position | 488,58           | 13.12.1996           |
| Oderaue Genschmar                                       | weitere Bilder  | 1106                   | 164913    | Landkreis Märkisch-Oderland                         |                            | Position | 257,69           | 16.05.1990           |
| Oderberge                                               | weitere Bilder  | 1168                   | 164914    | Landkreis Märkisch-Oderland                         |                            | Position | 12,59            | 19.10.1967           |
| Oderhänge Mallnow                                       | weitere Bilder  | 1145                   | 164915    | Landkreis Märkisch-Oderland                         |                            | Position | 304,68           | 25.06.2003           |
| Oderinsel Küstrin-Kietz                                 | Oderinsel Kietz | 1615                   | 555514004 | Landkreis Märkisch-Oderland                         |                            | Position | 209,02           | 18.11.2010           |
| Odervorland Gieshof                                     | weitere Bilder  | 1088                   | 164916    | Landkreis Märkisch-Oderland                         |                            | Position | 489,38           | 16.05.1990           |
| Oderwiesen Neurüdnitz                                   |                 | 1619                   | 389962    | Landkreis Märkisch-Oderland                         |                            | Position | 1046,32          | 24.06.2008           |
| Orchideenwiese Bad Freienwalde                          | weitere Bilder  | 1559                   | 318917    | Landkreis Märkisch-Oderland                         |                            | Position | 3,62             | 17.07.1998           |
| Zeisigberg bei Wuhden                                   |                 | 1146                   | 166396    | Landkreis Märkisch-Oderland                         |                            | Position | 7                | 19.10.1967           |
| Zimmersee                                               | weitere Bilder  | 1529                   | 389997    | Landkreis Märkisch-Oderland                         |                            | Position | 68,74            | 01.10.2005           |
| Trockenrasen Wriezen und Biesdorfer Kehlen              | weitere Bilder  | 1094                   | 162410    | Landkreis Märkisch-Oderland                         |                            | Position | 64,79            | 16.05.1990           |
| Trockenrasen Wriezen und Biesdorfer Kehlen              |                 | bravors.brandenburg.de | 555518728 | Landkreis Märkisch-Oderland                         |                            | Position | 140              | 17.11.2016           |
| Pontische Hänge von Lebus a. d. O.                      |                 | 1588                   | 318954    | Landkreis Märkisch-Oderland                         |                            | Position | 1,87             | 10.09.1921           |
| Priesterschlucht                                        |                 | 1142                   | 165040    | Landkreis Märkisch-Oderland                         |                            | Position | 5,61             | 19.10.1967           |
| Ruhlsdorfer Bruch                                       | weitere Bilder  | 1125                   | 165250    | Landkreis Märkisch-Oderland                         |                            | Position | 162,4            | 01.10.1990           |
| Stobbertal                                              | weitere Bilder  | 1115                   | 165744    | Landkreis Märkisch-Oderland                         |                            | Position | 883,4            | 01.10.1990           |
| Tiergarten (2)                                          | weitere Bilder  | 1132                   | 165894    | Landkreis Märkisch-Oderland                         |                            | Position | 23,58            | 01.10.1990           |
| Tongruben Neuenhagen                                    |                 | 1078                   | 165919    | Landkreis Märkisch-Oderland                         |                            | Position | 119,64           | 01.10.1990           |
| Treplin-Alt Zeschdorfer Fließtal                        |                 | 1506                   | 555558901 | Landkreis Märkisch-Oderland                         |                            | Position | 131,3            | 02.11.1993           |
| Wiesengrund                                             | weitere Bilder  | 1535                   | 319331    | Landkreis Märkisch-Oderland                         |                            | Position | 117,49           | 26.06.2003           |
| Wilder Berg bei Seelow                                  |                 | 1607                   | 344844    | Landkreis Märkisch-Oderland                         |                            | Position | 82,3             | 22.12.2005           |